# Alan Cruz
Alan Cruz (* 5. August 1966 in Mexiko-Stadt) ist ein ehemaliger mexikanischer Fußballspieler auf der Position des Torwarts.

## Laufbahn
Cruz begann seine Laufbahn in der Liga Española de Fútbol, einer Amateurfußballliga der Region Mexiko-Stadt und erhielt seinen ersten Profivertrag 1988 bei den Cobras Ciudad Juárez, die zwischen 1988 und 1992 vier Spielzeiten in der mexikanischen Primera División verbrachten. Während dieser vier Jahre stand Cruz bei den Cobras unter Vertrag und war in seiner letzten Saison 1991/92 Stammtorhüter, nachdem er in den vorangegangenen Spielzeiten meistens auf der Bank Platz nehmen musste. Nach dem Abstieg der Cobras wechselte Cruz zum seinerzeit noch in der Hauptstadt ansässigen Club Atlante. Zwar war er bei den Potros wieder nur zweiter Torhüter hinter dem WM-Teilnehmer von 1994, Félix Fernández, kam aber immerhin auf neun Einsätze und gewann in der Saison 1992/93 seinen ersten Meistertitel.
Nach nur einer Spielzeit bei Atlante wechselte Cruz im Sommer 1993 zu den Tecos UAG, bei denen er in der Saison 1993/94 insgesamt 22 von 44 möglichen Einsätzen absolvierte und seine „persönliche Titelverteidigung“ schaffte, als er Teil der Mannschaft war, die den einzigen Meistertitel in der Vereinsgeschichte der Tecos gewann.
1997 kehrte er noch einmal zum Club Atlante zurück, spielte anschließend für den Puebla FC und die Monarcas Morelia, bevor er seine aktive Laufbahn bei den Jaguares de Chiapas beendete.

## Erfolge
- Mexikanischer Meister: 1993 (mit Atlante), 1994 (mit Tecos UAG)